# Валло-ди-Нера
Ва́лло-ди-Не́ра (итал. Vallo di Nera) — коммуна в Италии, расположена в области Умбрия, в провинции Перуджа.
По данным Национального института статистики, население коммуны, на 01.01.2023 года, составляло 346 человек, плотность населения ─ 9,55 чел./км². Коммуна занимает площадь 36,22 км². Почтовый индекс — 06040. Телефонный код — 0743.
Святыми покровителями коммуны почитаются святой Себастьян и Иоанн Креститель, празднование 24 июня.

## Население
Название жителей коммуны ─ валлано (итал. vallanо; м. р., ед. ч.), валлана (итал. vallanа; ж. р. ед. ч.), валлани (итал. vallani; мн. ч.).
Динамика населения:

## Администрация коммуны
- Официальный сайт: http://www.comune.vallodinera.pg.it/